# ホウ化オスミウム

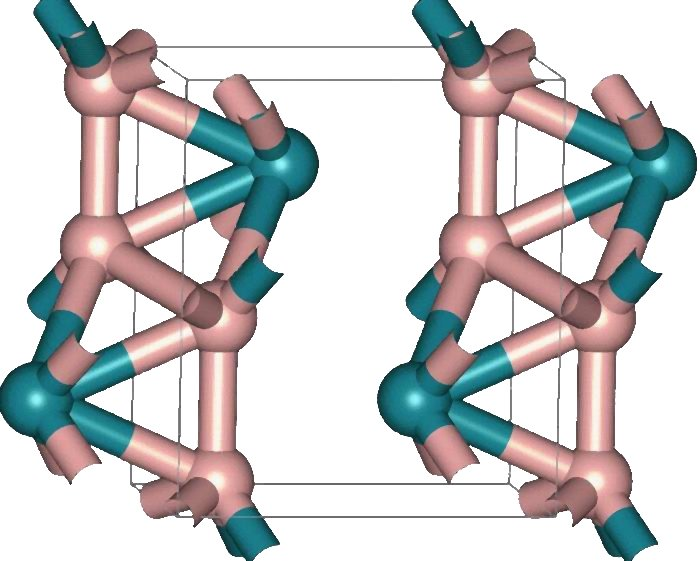
斜方晶OsB_{2}の構造。緑色がオスミウム原子でピンク色がホウ素原子

ホウ化オスミウム(Osmium boride、OsBx)は、オスミウムとホウ素の化合物である。最も顕著な性質は、非常に高い硬度である。オスミウム原子の電子密度の高さと、オスミウムとホウ素の間の強い共有結合により、超硬度材料になっていると考えられているが、まだ証明されてはいない。例えば、OsB2は、サファイアに匹敵する硬さだが、超硬度材料ではない。

## 合成
ホウ化オスミウムは、真空または不活性気体中で、有毒化合物である酸化オスミウム(VIII)の形成を抑えながら合成される。合成は、1000℃程度の高温下で、二ホウ化マグネシウムと三塩化オスミウムの混合物から行われる。

## 構造
OsB、Os2B3、OsB2の3つの構造が知られている。最初の2つは、二ホウ化レニウムに似た六方晶構造を持つ。OsB2も当初は六方晶構造であると考えられていたが、後に斜方晶であることが分かった。